# 5699 Munch
5699 Munch è un asteroide della fascia principale. Scoperto nel 1977, presenta un'orbita caratterizzata da un semiasse maggiore pari a 2,4032843 UA e da un'eccentricità di 0,1737905, inclinata di 4,33347° rispetto all'eclittica.